# Grand Coulee (plaats)
Grand Coulee is een plaats (city) in de Amerikaanse staat Washington, en valt bestuurlijk gezien onder Grant County. De plaats ligt op de linkeroever van de Columbia, boven de in 1942 afgewerkte Grand Coulee Dam, een van de grootste waterkrachtcentrales ter wereld.
De plaats is genoemd naar de Grand Coulee, een oude rivierbedding van de Columbia ten zuidwesten van het huidige dorp. Net naast Grand Coulee bevindt zich de North Dam waarachter het Banks Lake ligt, een stuwmeer in deze oude rivierbedding.

## Geschiedenis
Grand Coulee werd officieel opgericht op 6 november 1935 en was daarmee de eerste geïncorporeerde Amerikaanse nederzetting in de directe nabijheid van de Grand Coulee Dam, toen in aanbouw. In 1933 was op de rechteroever wel al gestart met de bouw van Mason City en Engineers Town. Beide nederzettingen werden in 1959 officieel geïncorporeerd als Coulee Dam. In 1950 was dit ook al gebeurd voor Electric City, ten westen van Grand Coulee.

## Demografie
Bij de volkstelling in 2000 werd het aantal inwoners vastgesteld op 897.
In 2006 is het aantal inwoners door het United States Census Bureau geschat op 935, een stijging van 38 (4.2%).

## Geografie
Volgens het United States Census Bureau beslaat de plaats een oppervlakte van
3,0 km², waarvan 2,8 km² land en 0,2 km² water.

## Grand Coulee Dam
De Grand Couleedam kwam in 1942 gereed en in 1974 volgde een belangrijke uitbreiding. De dam is anderhalve kilometer lang en het opgestelde vermogen van de generatoren is ruim 6.000 MW. Het water achter de dam, in het Franklin Delano Roosevelt Lake, wordt ook gebruikt voor de irrigatie van landbouwgebied. Het meer is ruim 200 kilometer lang en bereikt bijna de grens met Canada.

## Plaatsen in de nabije omgeving
De onderstaande figuur toont nabijgelegen plaatsen in een straal van 28 km rond Grand Coulee.